# Condado de Greene (Arkansas)
O Condado de Greene é um dos 75 condados do estado americano do Arkansas. Sua sede de condado é Paragould. Sua população é de 1  464 habitantes.